# Luigi Di Maio
Luigi Di Maio (Avellino, 6 juli 1986) is een Italiaans politicus. Tussen juni 2018 en oktober 2022 maakte hij deel uit van de Italiaanse regering, aanvankelijk als vicepremier en minister van Economische Ontwikkeling, Werkgelegenheid en Sociale Zaken (2018–2019) en aansluitend als minister van Buitenlandse Zaken (2019–2022). Di Maio was tot 2022 lid van de Vijfsterrenbeweging, waarvan hij tussen 2017 en 2020 de partijleider was. 

## Carrière
Di Maio studeerde engineering en rechten aan de Universiteit van Napels Federico II, maar studeerde niet af. Hij sloot zich in 2007 aan bij de politieke beweging van Beppe Grillo, die zich later zou ontwikkelen tot de Vijfsterrenbeweging. Bij de Italiaanse parlementsverkiezingen van 2013 werd Di Maio namens deze partij gekozen in de Kamer van Afgevaardigden, waar hij aansluitend werd aangesteld als de jongste vicevoorzitter ooit.

### Partijleider en minister
In september 2017 werd Di Maio de opvolger van Grillo als leider van de Vijfsterrenbeweging. Bij de Italiaanse parlementsverkiezingen van 2018 leidde hij de partij naar een klinkende verkiezingszege, waarna een regeringscoalitie werd gevormd met de Lega Nord. In het hieruit ontstane kabinet-Conte I, met de onafhankelijke Giuseppe Conte als premier, werd Di Maio minister van Economische Ontwikkeling, Werkgelegenheid en Sociale Zaken en tevens (net als Matteo Salvini) vicepremier. Nadat de Lega Nord in september 2019 de regering verliet, regeerde de Vijfsterrenbeweging in het kabinet-Conte II verder met de Democratische Partij. Di Maio legde zijn eerdere ministerschap en vicepremierschap neer en werd aangesteld als minister van Buitenlandse Zaken.
Na teleurstellende resultaten voor de Vijfsterrenbeweging bij regionale verkiezingen in 2019 begon Di Maio's positie binnen de partij te wankelen. Op 22 januari 2020 nam hij ontslag als partijleider en werd opgevolgd door Vito Crimi. Di Maio bleef wel minister van Buitenlandse Zaken, ook in het kabinet-Draghi dat in februari 2021 aantrad onder leiding van Mario Draghi. Ondertussen bleven de spanningen tussen Di Maio en andere leden van zijn partij oplopen. Met name met partijvoorzitter Giuseppe Conte ontstonden grote meningsverschillen over het gevoerde regeringsbeleid, zoals de handelwijze rond de oorlog in Oekraïne. Uiteindelijk verliet Di Maio de partij op 21 juni 2022, om samen met gelijkgestemden uit Kamer en Senaat een nieuwe politieke groep op te richten: Insieme per il Futuro (Samen voor de Toekomst).
In aanloop naar de vervroegde parlementsverkiezingen van september 2022 besloot Di Maio een alliantie aan te gaan met de christelijk-linkse Centro Democratico (CD) van Bruno Tabacci. Zij namen gezamenlijk aan de verkiezingen deel als Impegno Civico (Burgerengagement) en sloten zich aan bij de centrumlinkse coalitie. Di Maio slaagde er bij deze verkiezingen echter niet in zijn zetel in het parlement te behouden, waarna hij besloot zijn politieke beweging weer op te heffen. Met het aantreden van een nieuwe regering in oktober 2022 verloor Di Maio ook zijn ministerschap van Buitenlandse Zaken. Antonio Tajani volgde hem op.